# Libuše Havelková
Libuše Havelková, rozená Drboutová (11. května 1924 České Budějovice – 6. dubna 2017 Praha), byla česká herečka, matka herce a zpěváka Ondřeje Havelky, dlouholetá členka činohry Národního divadla, herečka známá v posledních letech života především svými rolemi hodných a laskavých filmových maminek či televizních babiček, například v pořadu České televize Kouzelná školka.

## Život
Libuše Drboutová se narodila 11. května 1924 v Českých Budějovicích, kde také vyrůstala. Měla dva o hodně starší bratry. V letech 1941–1944 a 1945–1946 studovala na dramatickém oddělení konzervatoře v Praze. Pokračovala ve studiu na DAMU v letech 1946–1948, kde patřila k zakladatelům školního Divadla DISK, s jehož souborem pak hrála i v divadle Alhambra. Od roku 1948 hrála ve Státním divadle v Ostravě, v letech 1951 až 1959 pak v pražském Divadle E. F. Buriana. Od roku 1960 do roku 1991 byla členkou činohry Národního divadla v Praze.
Jejím manželem byl hudební skladatel Svatopluk Havelka. Jejich syn Ondřej Havelka je herec, zpěvák, moderátor a režisér.

## Další umělecká činnost
Kromě divadla se často uplatňovala v rozhlase, televizi, dabingu a ve filmu.

## Pedagogická činnost
Vyučovala ve Studiu E. F. Buriana a na Pražské konzervatoři. Na DAMU vyučovala externě od roku 1952 jevištní řeč a mluvený projev, v roce 1959 se zde stala odbornou asistentkou a od roku 1975 docentkou. Vykonávala rovněž funkci proděkana DAMU.

## Ocenění
- 1968 vyznamenání Za vynikající práci
- 1976 Národní cena ČSR
- 1978 ocenění zasloužilá členka ND
- 1981 titul zasloužilá umělkyně

## Divadelní role, výběr
- 1962 Antonín Dvořák: Božena Němcová bojující, Paní Ullmanová, Národní divadlo, režie František Salzer
- 1962 Alois Jirásek: Lucerna, Klásková, Tylovo divadlo, režie Zdeněk Štěpánek
- 1970 Ladislav Stroupežnický: Naši furianti, Marie Dubská, Tylovo divadlo, režie Vítězslav Vejražka
- 1983 Alois Jirásek: Lucerna, Komorná, Tylovo divadlo, režie František Laurin
- 1992 Otmar Mácha: Broučci (balet), vypravěč, Stavovské divadlo, režie Jiří Blažek

## Účinkování ve filmech, výběr
- Starci na chmelu, 1964 – Kateřina, předsedova žena
- Ostře sledované vlaky, 1966 – paní přednostová
- V zámku a podzámčí, 1981 – klíčnice Plívová
- Babičky dobíjejte přesně!, 1984 – babička Roza Loudová
- Maharal – Tajemství talismanu, 2006
- Pamětnice, 2009
- Modrý tygr,2011

## Televize
- 1970 Úsměvy světa (TV cyklus) – role: Anfisa, služebná (2.díl: A.P.Čechov – 3.povídka: Koňské příjmení)

### TV seriály
- 1971 Hostinec U koťátek – role: Božena
- 1971 Kamarádi
- 1972 Byli jednou dva písaři – role: vdova Burdenová
- 1975 Nejmladší z rodu Hamrů – role: matka Hamrová
- 1977 Tajemství proutěného košíku – role: babička Vavrušková
- 1984 My všichni školou povinní – role: učitelka Marcela Božetěchová
- 1988 Chlapci a chlapi – role: učitelka Marie Vosecká

## Rozhlas
- 1979 Čertův švagr, na motivy pohádky Boženy Němcové, účinkují: Jan Hartl, Libuše Havelková, Vladimír Bičík, Antonín Hardt, Věra Kubánková, Ladislav Mrkvička, Sylva Sequensová, Naďa Konvalinková, Svatopluk Beneš a další. Připravil František Pavlíček, režie: Karel Weinlich.
- 1986 Jiří Kamen: Láska vše zachrání (1986); účinkovali: Marek Eben, Jana Synková, Jan Přeučil, Adolf Kohuth, Blanka Blahníková, otec Šídlo: Jiří Hálek, Jiří Sovák, matka Śídlová: Libuše Havelková, Jiří Lábus, Jiří Němeček, Petr Popelka; hudba: Miroslav Kořínek; režie: Jan Schmid